# Dokozanol
Dokozanol (behenski alkohol) je zasićeni masni alkohol koji se koristi kao sredstvo za razmekšavanje, emulgator, i zgušnjivač u kozmetici, prehrambeni suplement (pojedinačno i kao sastojak polikozanola), i odnedavno kao lek, Abreva, koji je odobren kao antivirusni lek za umanjenje dužine trajanja groznice na usnama uzrokovane herpes simpleks virusom.

## Spoljašnje veze
- Архивирано на веб-сајту  (5. март 2017)

|  | Molimo Vas, obratite pažnju na važno upozorenje u vezi sa temama iz oblasti medicine (zdravlja). |